# Plictiseală

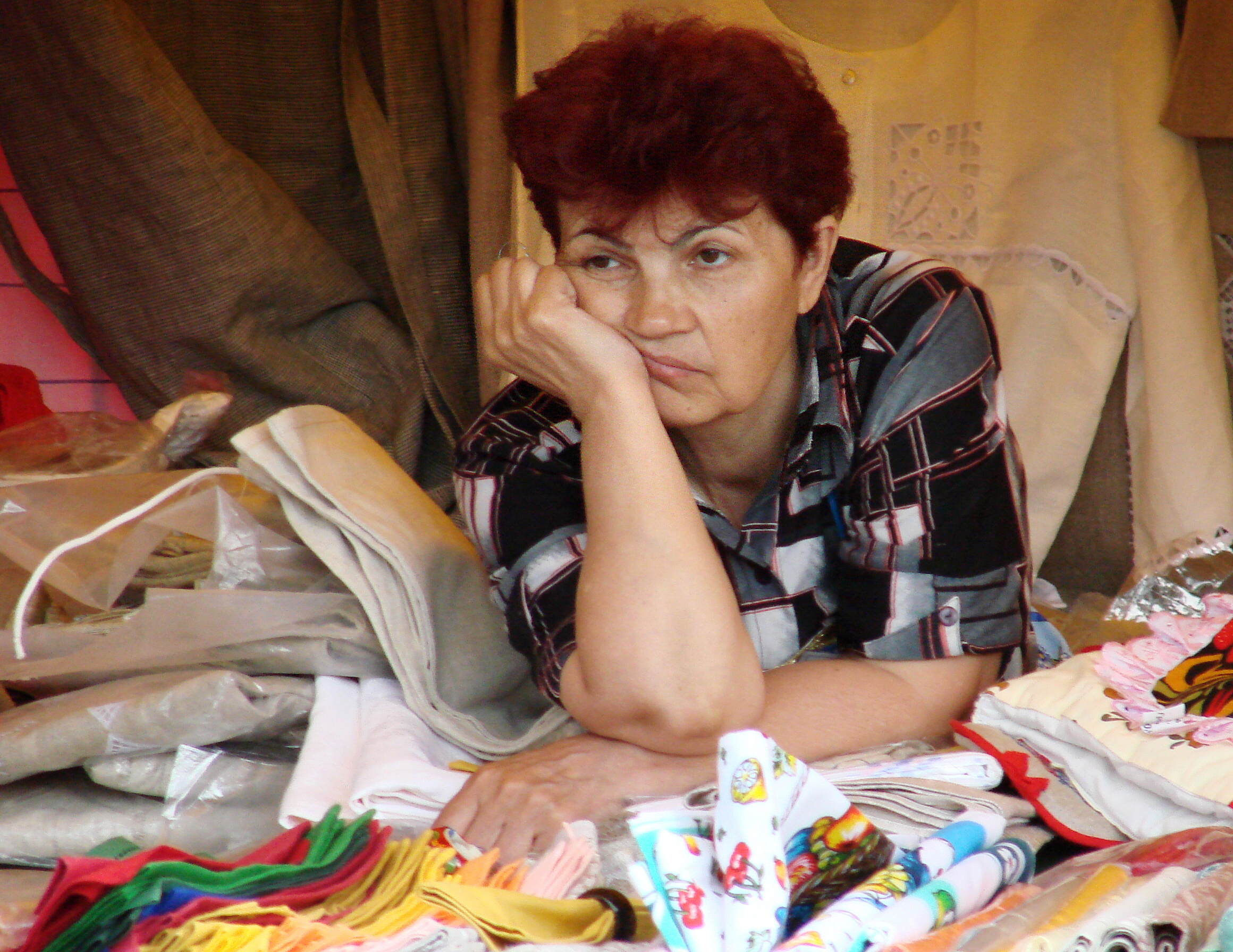
O vânzătoare de suveniruri plictisită în așteptarea clienților

Plictiseala este o stare mentală și emoțională negativă, în decursul căreia individul resimte lipsa dorinței de acțiune, dar și senzația subiectivă că trecerea timpului are loc cu dificultate.
Una din cauzele plictiselii o constituie monotonia și faptul că persoana respectivă nu găsește sau nu are posibilitatea efectuării unei activități în care să se implice cu o anumită motivație sau cu pasiune.